# Himni i Flamurit
Himni i Flamurit (albanisch für  „Hymne an die Flagge“) ist seit 1912 die Nationalhymne Albaniens.

## Entstehung
Der Text entstammt dem Gedicht Betimi mbi flamur von Aleksandër Stavre Drenova (1872–1947). Erstmals wurde es am 21. April 1912 in der albanischsprachigen Zeitschrift Liri e Shqipërisë („Freiheit Albaniens“) in Sofia veröffentlicht. Es erschien außerdem in seinem 1912 herausgegebenen Gedichtband Ëndrra e lotë („Träume und Tränen“). Das Thema des Gedichts ist der Freiheitskampf des albanischen Volkes.
Die Musik schrieb der Rumäne Ciprian Porumbescu (1853–1883), von dem auch die von 1977 bis 1990 verwendete rumänische Nationalhymne (Cintecul tricolorului) stammt. Die Melodie der albanischen Hymne entstand 1880 in Czernowitz, der damaligen Hauptstadt des österreichischen Kronlands Bukowina. Ursprünglich war sie die Vertonung eines rumänischsprachigen Gedichts Pe-al nostru steag e scris unire („Auf unserer Fahne steht Einheit“) des Pädagogen und Publizisten Andrei Barseanu (1858–1922). Die Musik wurde 1912 von der albanischen Nationalversammlung zur Vertonung von Drenovas Gedicht gewählt und zur Nationalhymne erklärt. In der gegenwärtigen Verfassung vom 21. Oktober 1998 trägt die Hymne den offiziellen Titel Rreth Flamurit të Përbashkuar („Vereint unter der Flagge“).